# Javaporco

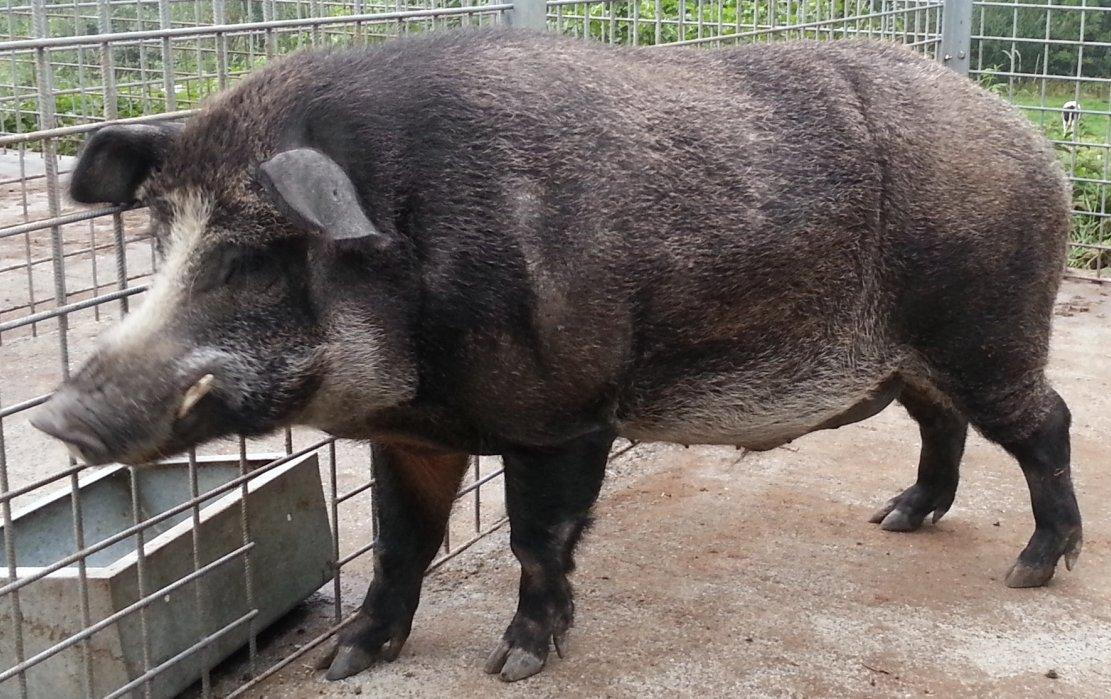
Javaporco, raça que surgiu do cruzamento do porco doméstico com o javali selvagem.

O javaporco ou porcoli é um animal da espécie Sus scrofa que é originário do cruzamento entre a variante domesticada criada pelo ser humano através de seleção artificial desta espécie, o porco doméstico (Sus scrofa domesticus), com a sua variante original selvagem o javali-europeu (Sus scrofa scrofa). O animal costuma viver em bandos e tem hábitos diurnos. Possui hábitos alimentares similares ao do javali, é omnívoro, com preferência por vegetais como raízes, frutos, castanhas e bagos encarcerados sementes, também incluem animais em sua dieta, como caracóis, minhocas, insetos e ovos de aves. Costumam revirar o solo em busca de alimento e também invadem terras cultivadas, causando prejuízos a produtores rurais. Podem pesar até 250 kg.
É uma espécie invasora que está causando inúmeros problemas ambientais no Brasil, além de estar relacionada ao aumento de casos de doenças como raiva e leptospirose.

## Origem
A sua criação foi realizada de forma intencional em alguns criadouros, visando à comercialização da carne, já que na visão dos criadores os javalis possuíam características mais puras que os porcos-domésticos (por se tratar da versão original do animal, sem nenhuma interferência humana), acreditava-se que a carne seria com menos gordura, e haveria uma facilidade maior para reprodução. Pode ser encontrado no Brasil em estados como Mato Grosso, Mato Grosso do Sul, Minas Gerais, São Paulo, Paraná, Santa Catarina e Rio Grande do Sul.
A disseminação do javaporco aconteceu a partir da Argentina e do Uruguai adentrando o Brasil. Até 2006, o animal se espalhou principalmente pelo interior de São Paulo e grandemente na região amazônica, onde causa danos severos à economia e ao meio ambiente. Há registros do animal também na Mata Atlântica.

## Comparação com javali
O javali é um suídeo nativo da Eurásia e do norte da África, ocorrendo tanto em áreas abertas como em ambientes florestais. Vivem em varas, são corpulentos e chegam a atingir até 200 kg. São onívoros, tendo o comportamento de revirar o solo enquanto forrageiam à procura de alimento. Podem se reproduzir com muita facilidade, iniciando seu ciclo de reprodução com um ano de idade, parindo de 6 a 10 filhotes por ninhada. Estes animais foram trazidos para a América do Sul com a finalidade de criação e abate, para consumo da carne, mas acabaram sendo soltos e fugindo dos criadouros, se tornando um exótico invasor.

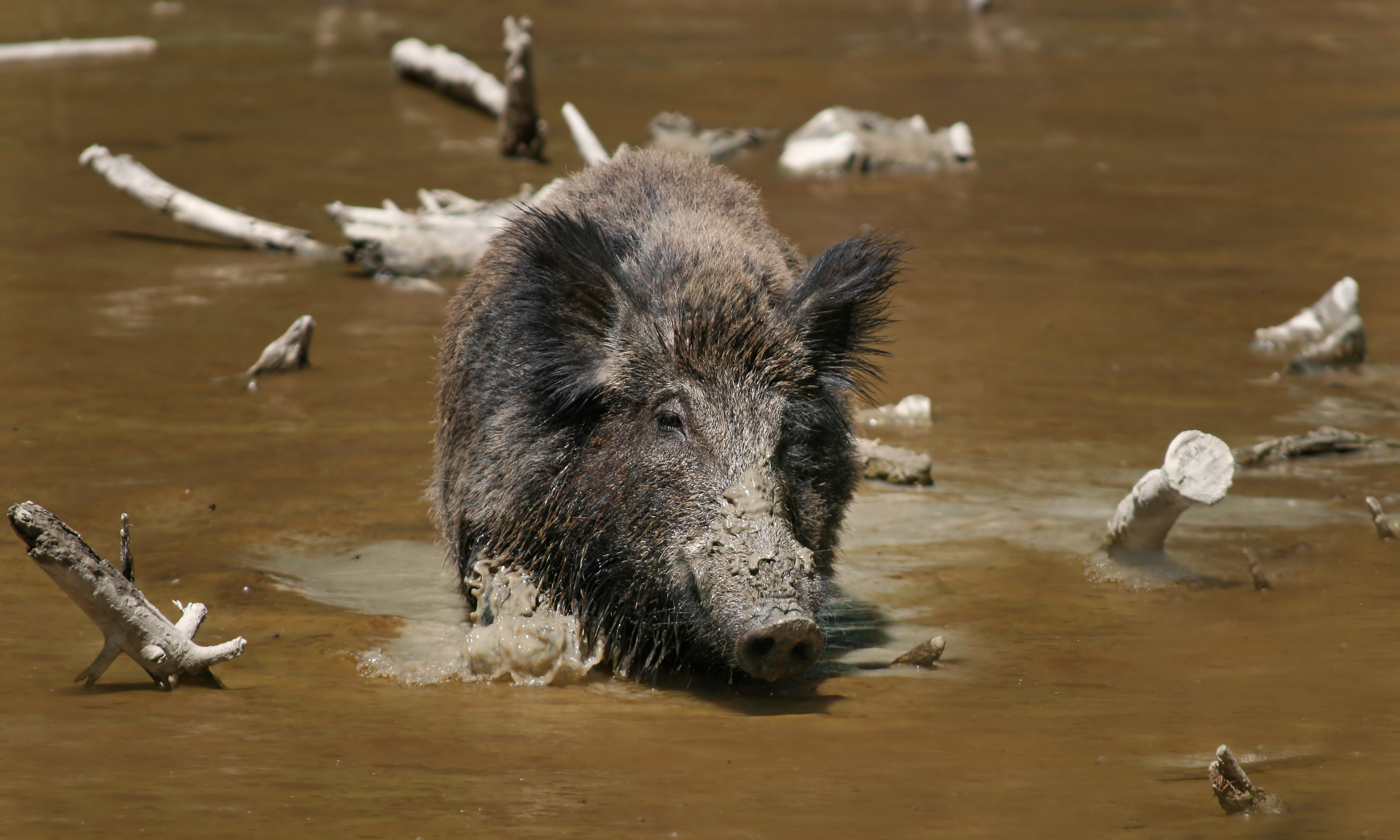
O javali (Sus scrofa) é o ancestral selvagem do porco doméstico.

O javaporco é de certa forma uma raça do porco doméstico (Sus scrofa domesticus) que surgiu após estes se relacionarem com javalis (Sus scrofa). A sua criação foi realizada de forma intencional em alguns criadores para consumo da carne. Contudo, espécimes do javali que escaparam dos criadouros se adaptaram ao ambiente e ocasionalmente cruzaram com o porco doméstico. Os principais países que obtiveram uma rápida disseminação do javaporco foram Argentina e Uruguai. Até 2006 havia registros confirmados do javaporco nos estados do Rio Grande do Sul, Santa Catarina, Paraná, São Paulo, Minas Gerais, Mato Grosso do Sul, Mato Grosso, Goiás e Bahia. Houve relatos da chegada ao estado do Rio de Janeiro, invadindo o Parque Nacional de Itatiaia.
O javaporco, assim como o javali, pode ser considerado um engenheiro de ecossistemas. Seu hábito de andar em varas faz com que ocorra um enorme impacto através do pisoteio e da onivoria, cavando a terra enquanto forrageia e modificando a estrutura da vegetação.

## Manejo no Brasil
Como forma de controle para a população do javali (que é considerado uma praga e espécie nociva), sua caça e abate são permitidos para os Colecionadores, Atiradores e Caçadores (CACs) devidamente cadastradas pelo órgão de controle ambiental, o IBAMA, que, em contrapartida, procura incentivar a preservação de espécies similares de taiasuídeos nativos, como o queixada e o caititu.

## Em outros países

### Austrália
O primeiro registro de javaporcos na Austrália foi feito pelo Capitão James Cook em Adventure Bay, na Tasmânia, em 1777. Isso fazia parte da política de introdução de animais e plantas em países recém-descobertos. Ele "os levou (um javali e porca) cerca de uma milha dentro da floresta na cabeceira da baía e os deixaram ao lado de um ribeiro de água doce". A introdução deliberada de porcos em áreas anteriormente sem porcos parece ter sido comum. No início da década de 1970, os porcos foram introduzidos na Ilha Babel, na costa leste da ilha Flinders. Estes porcos foram erradicados pelo pessoal do Departamento de Agricultura com assistência local. Uma história comum sobre a população de porcos selvagens na ilha de Flinders é que os porcos foram soltos quando o navio City of Foo Chow desembarcou na costa nordeste da ilha em março de 1877. 
Na ilha de Flinders, os porcos selvagens geralmente invadem áreas agrícolas adjacente aos pântanos do Parque Nacional e da costa leste. Os agricultores consideram que os danos causados pelos javaporcos são menores, pois está restrito ao enraizamento em pastagens adjacentes a bordas de esgoto. A área total de pastagem danificada a cada ano é estimada em menos de 50 hectares. Os porcos selvagens costumam visitar pastos onde as ovelhas se encontram, mas não há relatos de cordeiros sendo mortos. No entanto, como javaporcos são onívoros, eles podem eliminar todas as carcaças deixadas perto da terra esfarrapada. No Parque Nacional de Strzelecki, na ilha Flinders, o ecossistema foi severamente danificado. O enraizamento extensivo nas ravinas levou à erosão da água e à perda de plantas florestais regeneradoras. O pteridium (Pteridium esculentum) floresce neste ambiente danificado e domina grandes áreas, formando suportes densos a cerca de 4 metros, o que evita que a luz atinja o chão da floresta.
Desde 1987, os porcos selvagens são considerados a maior praga da agricultura australiana dentre os mamíferos.